# Thorolf Andresen
Thorolf Andresen var en norsk bokser som repræsenterede Christiania Turnforening. 
Han vandt en guldmedalje i vægtklassen mellemvægt under NM 1918.